# Taka-iwa
Taka-iwa är en kulle i Antarktis. Den ligger i Östantarktis. Norge gör anspråk på området. Toppen på Taka-iwa är 2 221 meter över havet.
Terrängen runt Taka-iwa är platt åt sydost, men åt nordväst är den kuperad. Trakten är obefolkad. Det finns inga samhällen i närheten.